# Nikołaj Kruzensztern
Nikołaj Fiodorowicz von Kruzensztern (ros. Николай Фёдорович фон Крузенштерн, ur. 7 lutego 1854 w Rewlu, zm. 5 kwietnia 1940) − generał kawalerii z 1913 armii rosyjskiej. W latach 1910–1916 dowódca 18 Korpusu Armijnego. Od 1918 mieszkał w Estonii, w 1939 deportowany do Niemiec, gdzie zmarł.

## Życiorys
W 1870 ukończył szkołę oficerską, od 1872 chorąży, od 1875 porucznik, 1877-1878 brał udział w wojnie rosyjsko-tureckiej. W 1881 ukończył Nikołajewską Akademię Sztabu Generalnego i został starszym adiutantem sztabu 1. Korpusu Armijnego, później uczestniczył w kursach wojskowych w Berlinie i Wiedniu i we wspólnych manewrach wojskowych. Od 1882 starszy adiutant sztabu 1. Kawaleryjskiej Dywizji Gwardii. Od 1886 ober-oficer do zadań przy sztabie wojsk Gwardii i Petersburskiego Okręgu Wojskowego. Od 1888 podpułkownik, od 1892 pułkownik. W 1894 ukończył kurs Oficerskiej Szkoły Kawalerii. Od 1895 szef sztabu 1. Kawaleryjskiej Dywizji Gwardii. Od 1900 dowódca 11. charkowskiego pułku dragonów, w 1902 mianowany generałem-majorem i dowódcą 4. Dywizji Kawalerii. Od 1907 generał-lejtnant, od 1913 generał kawalerii. 1914-1916 brał udział w I wojnie światowej, wycofany z frontu po poważnej kontuzji. Był odznaczony Orderem Świętego Aleksandra Newskiego, Orderem Świętego Włodzimierza II, III i IV klasy, Orderem Świętej Anny I, II i III klasy, Orderem Świętego Stanisława I, II i III klasy.